# Tölgyfa-érdestinóru
A tölgyfa-érdestinóru (Leccinum aurantiacum) a tinórúgomba-alkatúak rendjén belül, a tinórufélék családjába tartozó Leccinum nemzetség egyik ehető faja. Nevéből következtethetően leginkább tölgyesben található, de vegyes erdőkben is előfordulhatnak.

## Előfordulása
Júniustól októberig, savanyú talajon, lomberdőben, főleg tölgyek alatt, elég gyakori.

## Megjelenése
Kalapja 6–15 cm átmérőjű, eleinte félgömb alakú, majd kissé kiterül. Téglaszínű, narancsbarna vagy rozsdabarna, fiatalon nemezes, később sima, a bőre a kalap szélén ránő a csöves részre.
Csöves része a tönk előtt felkanyarodik, szűk pórusú, fiatalon piszkosfehér, később szürkésbarnás lesz, nyomásra szürkül.
Tönkje 11–18 cm hosszú, 2-3,5 cm vastag, megnyúlt, hengeres, fehéres alapon halványbarnás, végül barnásvörös szemcsékkel, pikkelyekkel díszített.
Húsa a kalapban hamar puhul, a tönkben megkeményedik, fehér, elvágva lilásrózsaszín árnyalatú, majd szürkésibolyás lesz, szag és íz nem jellemző.

## Felhasználhatósága
Ehető gomba. Kalapja és tönkje egyaránt fogyasztható.

## Összetéveszthetősége
Mérgező fajjal nem téveszthető össze. Nagyon hasonló a nyárfa alatt növő, szintén ehető vörös érdestinóru (Leccinum albostipitatum).